# Pristimantis mercedesae
Pristimantis mercedesae är en groddjursart som först beskrevs av Lynch och Roy McDiarmid 1987.  Pristimantis mercedesae ingår i släktet Pristimantis och familjen Strabomantidae. IUCN kategoriserar arten globalt som otillräckligt studerad. Inga underarter finns listade i Catalogue of Life.